# Patrick Prugne
Patrick Prugne, né le 21 juin 1961 à Clermont-Ferrand (Puy-de-Dôme, France), est un scénariste et dessinateur de bande dessinée française. Il a aussi utilisé le pseudonyme Tybo.

## Biographie
Patrick Prugne exerce d'abord dans la publicité. En matière de dessin, il est autodidacte. Au fil du temps, il dessine de plus en plus de bandes dessinées historiques, utilisant l'aquarelle et la couleur directe,.
En 1990, il obtient le prix Alph-Art-Avenir au festival d'Angoulème pour une parodie de la fable Le Lièvre et la Tortue.
L'année suivante il signe chez Vents d'Ouest le dessin de la série Nelson et Trafalgar avec Jacky Goupil au scénario. Tous deux publient cinq albums et Prugne utilise le pseudonyme Tybo pour d'autres ouvrages humoristiques.
À partir de 1999, il publie le diptyque Fol où il officie en tant que scénariste et dessinateur ; en parallèle, il réalise des travaux de commande dans l'illustration et la communication.
En 2004, il collabore avec Tiburce Oger sur la trilogie L’auberge du bout du monde publié chez Casterman, puis en 2009 sur l'album Canoë Bay qu'ils publient chez les éditions Daniel Maghen. 
Il poursuit en tant qu'auteur complet les « sagas indiennes » avec Frenchman (2011), Pawnee (2013) et Iroquois (2016). Dans l'intervalle paraît Poulbots, en 2014, qui porte sur les enfants de la butte Montmartre, qui représentaient un thème récurrent pour l'illustrateur Francisque Poulbot. En 2018, Daniel Maghen publie Vanikoro qui porte sur « l’expédition scientifique du comte de La Pérouse, commanditée par le roi Louis XVI » dans l’archipel des îles Salomon. En 2020 paraît Tomahawk qui « plonge le lecteur dans cet univers de guerre de territoires entre autochtones, Anglais et Français » et se focalise sur « l’esprit de vengeance du milicien Jean Malavoy qui s’est mis en tête de retrouver un grizzly tueur ».

### Vie personnelle
Patrick Prugne a un fils, Thibault Prugne, qui fonde les éditions Margot.

## Publications
- Nelson et Trafalgar, avec Jacky Goupil (scénario), Vents d'Ouest :

1. La Poule aux yeux d'or (04/1991)  (ISBN 2-86967-140-7)
2. Élémentaire mon cher Nelson (09/1991)  (ISBN 2-86967-151-2)
3. Pour une poignée de bobards (04/1992)  (ISBN 2-86967-162-8)
4. Les Aventuriers de la farce perdue (08/1992)  (ISBN 2-86967-186-5)
5. Contes de poivrots et fables de Préfontaine (02/1993)  (ISBN 2-86967-215-2)

- Fol, Vents d'Ouest :

1. Fol (02/1999)  (ISBN 2-86967-782-0)[13]
2. Le Temps du Rübezahl (01/2001)  (ISBN 2-86967-933-5)

- L'Auberge du bout du monde, avec Tiburce Oger (scénario), Casterman, coll. « Ligne d'horizon » :

1. La Fille sur la falaise (08/2004)  (ISBN 2-203-39302-5)
2. Des pas sur le sable (01/2006)  (ISBN 2-203-39306-8)
3. Les Remords de l'aube (06/2007)  (ISBN 978-2-203-39313-4)

- « Sagas indiennes », Daniel Maghen :
  - Canoë Bay, avec Tiburce Oger (scénario) (03/2009)  (ISBN 978-2-356-74009-0)
  - Frenchman, (09/2011)  (ISBN 978-2-356-74023-6)
  - Pawnee, (08/2013)  (ISBN 978-2-356-74032-8)
  - Iroquois, (08/2016)  (ISBN 978-2-356-74044-1)
  - Vanikoro, (10/2018)  (ISBN 978-2-35674-057-1)
  - Tomahawk, (09/2020)  (ISBN 978-235674-086-1)[14]
  - Pocahontas, (10/2022)  (ISBN 978-2-356-74130-1)
- Poulbots, Éditions Margot (09/2014)  (ISBN 978-2-9541157-7-1)

## Récompenses
- 1990 : Alph-Art avenir au festival d'Angoulême avec Le Lièvre et la Tortue
- 2014 : Prix Jacarbo au festival La BD est dans le pré avec Pawnee